# Maritiem Museum (Jakarta)
Het Maritiem Museum van Indonesië (Indonesisch: Museum Bahari) is een scheepvaartmuseum gelegen in de oude haven van Jakarta. Het museum werd geopend op 7 juli 1977 en is gehuisvest in de voormalige Westzijdse pakhuizen van het kasteel van Batavia van de Vereenigde Oostindische Compagnie.
Het museum richt zich op de maritieme geschiedenis van Indonesië en het belang van de zee voor de economie.
Het museum toont modellen van vissersboten en andere maritieme objecten uit verschillende delen van Indonesië. Het museum vertoont ook de beroemde Pinisi schoeners van het Bugisvolk van Zuid-Celebes, die momenteel deel uitmaken van de laatste zeegaande zeilschepen in de wereld.
Op 16 januari 2018 ging het dak van een van de historische gebouwen van het museum door een brand verloren. Ook de collectie werd beschadigd.